# Aasivissuit
Aasivissuit är ett berg i Grönland (Kungariket Danmark).   Det ligger i kommunen Qeqqata, i den sydvästra delen av Grönland. Toppen på Aasivissuit är 290 meter över havet.
Terrängen runt Aasivissuit är huvudsakligen kuperad, men åt nordost är den platt. Trakten runt Aasivissuit består i huvudsak av låg växtlighet och snö.